# 辻茂
辻 茂（つじ しげる、1930年3月29日 -2017年7月2日）は、日本の美術史学者。東京藝術大学名誉教授。西洋美術史専攻。

## 略歴
福井県敦賀市出身。
東京藝術大学美術学部藝術学科卒。イタリアに留学後、同大で教え、日本におけるイタリア美術史の権威の一人として指導に当たった。東京藝術大学美術学部助教授、教授。1997年定年退官、名誉教授。1996年『遠近法の発見』でマルコ・ポーロ賞受賞。ルネサンス期の遠近法の研究で知られた。
2011年11月瑞宝中綬章受章。
退官後はイタリアで在住していた。肺炎のため、入院先のイタリア中部オルビエトの病院で亡くなった。

## 著書
- 『詩想の画家 ジョルジョーネ』新潮社 1976年
- 『遠近法の誕生 ルネサンスの芸術家と科学』朝日新聞社 1995年
- 『遠近法の発見』現代企画室 1996年

### 編著
- 『講談社版世界美術 第5 ローマ』編  講談社 1965年
- 『世界美術全集 第2  ミケランジェロ ティツィアーノ』河出書房新社 1967年
- 『世界の美術館 第29 ブレラ美術館』編  講談社 1970年
- 『ファブリ世界名画集 6 ティツィアーノ』平凡社 1971年
- 『ファブリ世界名画集 69 ジョヴァンニ・ベリーニ』平凡社 1973年
- 『大系世界の美術 6 ローマ美術』責任編集 学習研究社 1974年
- 『世界美術全集 8 ティツィアーノ』集英社 1978年

- 摩寿意善郎監修、茂木計一郎・長塚安司と共著『アッシージのサン・フランチェスコ聖堂 建立初期の芸術』岩波書店 1978年

### 翻訳
- リオネロ・ヴェントゥーリ『美術批評史』みすず書房 1963年、第2版1971年
- アンドレ・シャステル『人類の美術17　イタリア・ルネッサンスの大工房 1460-1500』摩寿意善郎監修、新潮社 1969年
- チェンニーノ・チェンニーニ『絵画術の書』編訳・解説、石原靖夫・望月一史訳 岩波書店 1991年／岩波文庫、2025年